# Пасхалов Віктор Никандрович
Пасхалов Віктор Никандрович (18 [30] квітня 1841, Саратов — 1 [13] березня 1885, Казань) — російський композитор.

## Життєпис
Народився в дворянській сім'ї, мати, Анна Никанорівна — поетеса, у другому шлюбі була одружена з письменником Д. Л. Мордовцем. Молодший брат, Клавдій Пасхалов — відомий громадський діяч, письменник, монархіст.
З дитинства займався музикою. Закінчивши Саратовську гімназію (1859), вступив на історико-філологічний факультет Казанського університету. Перевівся в Москву, в Московську консерваторію, в якій провчився два роки; поїхав в Париж, де кілька років був вільним слухачем місцевої консерваторії.
Повернувшись на батьківщину, жив у Саратові, Москві, Санкт-Петербурзі, Казані, заробляючи на життя уроками музики. У 1881—1882 р.р. був завідувачем першої безкоштовної музичної школи в Казані.
Автор багатьох (близько 60) романсів; найбільш відомі — «Під запашною гілкою бузку», «Дитятко, милість господня з тобою», «Нивушка», «Збулися очікування», «Проторувала я доріжку». Кілька романсів написані на вірші матері. В. Н. Пасхаловим був складений збірник російських народних пісень, записаних з голосу відомого співака О. Ф. Макарова-Юнєва. Відома також його незакінчена опера «Перший винокур», уривки з якої Пасхалов виконував в 1872 в Петербурзі на зборах Балакіревського гуртка і отримав високі оцінки від В. В. Стасова і М. П. Мусоргського.
Музикознавці зазначають певний вплив камерно-вокальної лірики Пасхалова на творчість Чайковського і Мусоргського.
На життя композитора вплинула ще з дитинства нервова хвороба. Останні роки він провів у злиднях. Покінчив життя самогубством. Похований на Арському кладовищі Казані.
Син композитора — Пасхалов В'ячеслав Вікторович — відомий радянський музикознавець, етнограф, доктор мистецтвознавства.